# 斡东千户所
斡东千户所（1255—1356），位于今朝鲜民主主义人民共和国咸镜北道慶興郡，元朝时隶属于辽阳行省开元路。

## 建置兴革
高丽高宗四十一（1254）年，高丽宜州（今朝鲜民主主义人民共和国江原道元山市）兵马使李安社归附蒙古。翌年，蒙哥汗置斡东千户所（今朝鲜咸镜北道慶興郡），授千户兼达鲁花赤，隶南京（原渤海国南京，今朝鲜咸镜南道北青郡）等处五千户所。
忽必烈汗中统二（1261）年，给斡东千户所铜印。李安社之子李行里、孙孛颜帖木儿、曾孙塔思不花及吾鲁思不花，祖孙四代世袭斡东千户所千户，但已逐渐南迁到咸州（今朝鲜咸镜南道咸兴市），斡东千户所名存实亡。元顺帝至正十六（1356）年，高丽恭愍王遣密直副使柳仁雨攻取元双城总管府，吾鲁思不花遂归附高丽，斡东千户所正式废置。

## 历史影响
高丽攻陷双城总管府之年，吾鲁思不花之子李成桂出仕高丽，后来逐渐掌握军政大权，废黜恭让王，建立朝鲜王朝，立国五百余年。